# 友直子
友 直子（とも なおこ、1961年2月24日 - ）は日本の元女優。本名：大口 直子（おおぐち なおこ）。
東京都出身。麹町学園女子中学校・高等学校卒業。身長156cm。ジャックプロダクション、アクターズセブンに所属していた。

## 経歴
高校3年の時、1978年7月に行われたオーディションにて5万倍以上という高い競争率の中で選出され、木村理恵に代わる「太陽にほえろ!」の捜査第一係4代目内勤員（マスコットガール）の松原直子役で、1978年10月20日放送の第325話「波止場」でデビュー。本人は「友人が（オーディション応募の）はがきを出しちゃったので悪いから受けた」と話している。それまで「太陽にほえろ!」で好きな出演者は、山さんこと山村精一役の露口茂だったとのこと。
芸名の名付け親は「太陽にほえろ!」のメインライターを務めていた小川英。「みんなの友達になりたい」という本人の気持ちを反映させたものであるという。
以後、歴代の中では最も長い4年もの間マスコットガールを務め上げ、第527話で降板（その後第561話にもゲスト出演）。主演エピソードも2つある（第417話「ボスの誕生日」と第499話「こわれた時計」）。
「太陽」降板後は「大岡越前」や「水戸黄門」に町娘役でゲスト出演するなど、1980年代中頃まで活動した。
その後、元東京キッドブラザーズの磯部弘と婚約。
「太陽にほえろ!」がDVD化された際には、同時期に共演していた宮内淳、木之元亮、渡辺徹と特典映像で対談している。
特技はピアノ。またデビュー当時、飛行機に関することは何でも好きで、暇があれば羽田空港に出掛けていると話していたことがある。

## 出演作品
- 太陽にほえろ!（NTV） - 松原直子 役
  - 第325話「波止場」 - 第527話「雨の降る街」（1978年 - 1982年）
  - 第561話「12年目の真実」（1983年）
- 江戸の朝焼け 第1話「鈴虫の男」（1980年、CX）
- 思えば遠くへ来たもんだ（1981年、TBS） - 持田和美 役
- 月曜ワイド劇場（ANB）
  - 悲しみの交通刑務所 死んでもあなたを許さない!（1983年）
  - 深川通り魔殺人事件 昭和56年初夏 この恐るべき惨劇はなぜ…（1983年）
- 京都マル秘指令 ザ新選組 第6話「脅迫6 娘を人間大文字焼きにするぞ!」（1984年、ABC）
- ザ・サスペンス / エメラルドの海が憎い（1984年、TBS）
- 大岡越前 第8部 第8話「美女を餌食の悪徳仁術」（1984年、TBS） - お千代 役
- 水戸黄門（TBS）
  - 第15部 第33話「わしは天下の占い師 -小諸-」（1985年） - お清 役
  - 第16部 第9話「闇を裂く忍びの死闘 -吉野-」、第10話「悪を断った鍾馗の舞い -若山-」（1986年） - あけみ 役